# Arlequin assis
Pour les articles homonymes, voir Arlequin (homonymie).
Arlequin assis ou Arlequin accoudé est un tableau du peintre espagnol Pablo Picasso réalisé en 1901.  Cette huile sur toile représente un arlequin assis à une table et visiblement songeur. Elle est conservée au Metropolitan Museum of Art, à New York.

## Description
C'est une huile sur toile, doublée et montée sur une feuille de liège, de 83,2 × 61,3 cm. Elle a été donnée au musée par Mr et  Mrs John L. Loeb Gift, en 1960, et porte le no  d'inventaire 60.87.
L'arlequin, en habit bleu avec une collerette blanche au cou et aux poignets, est assis, à demi-retourné vers la droite, sur une banquette près d'une table ronde, le  bras droit tendu vers la banquette, la main gauche appuyant de deux doigts le haut de sa joue gauche. Au-delà du dossier haut de la banquette, on distingue un morceau de papier peint à fleurs, qui reproduit des motifs du fond du tableau La Berceuse de Vincent van Gogh peint en 1889 et également conservé au Metropolitan Museum of Art, que Picasso aurait vu à la galerie Vollard.

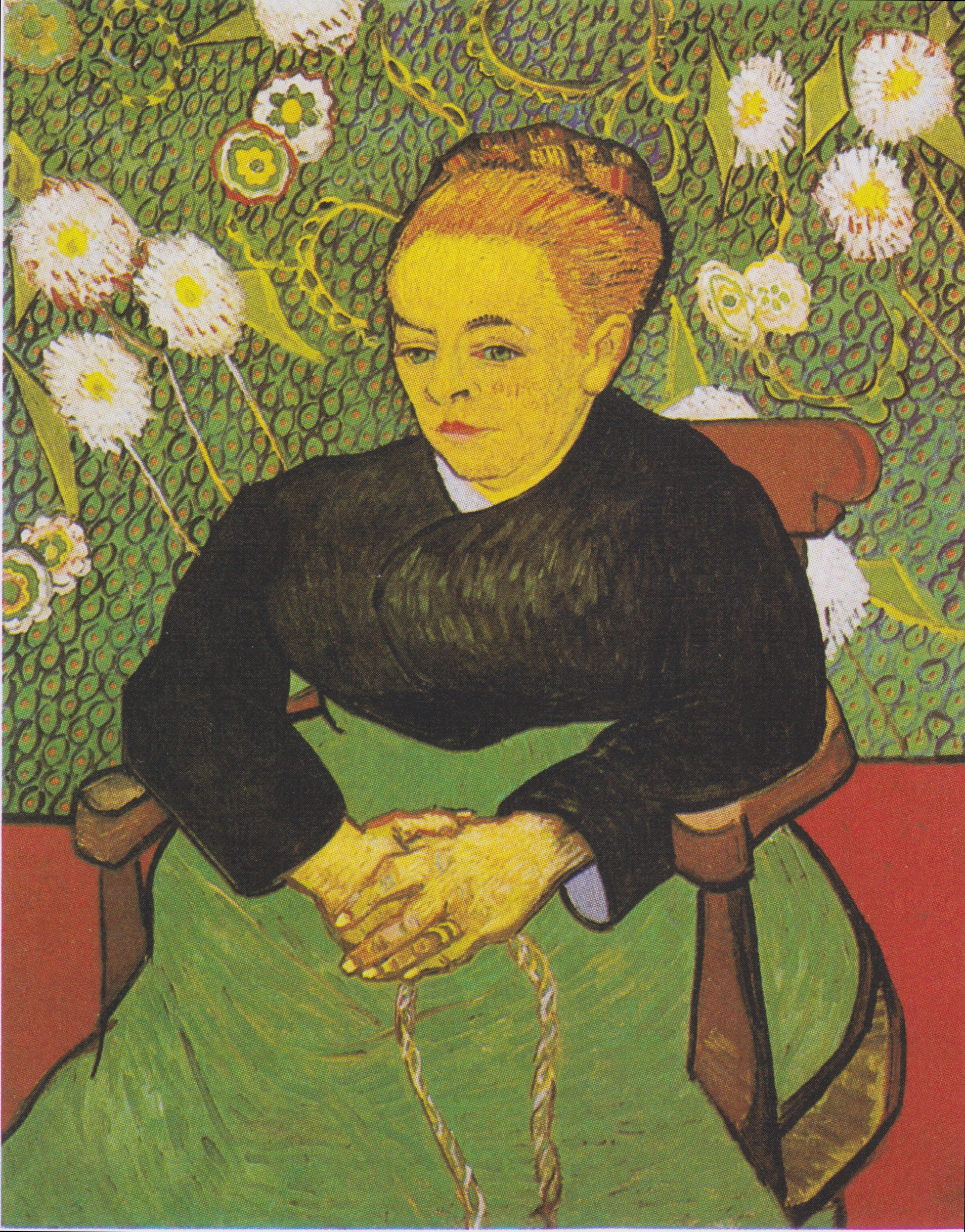
La Berceuse de Van Gogh (1889).

Pablo Picasso reprendra le thème de l'« Arlequin assis » en 1917 et en 1923 dans plusieurs toiles.

## Historique
L'Arlequin assis a été exposé dans la première exposition rétrospective consacrée à Picasso en Allemagne, à Munich, en février 1913, dans la Moderne Galerie de
Heinrich Thannhauser, qui présentait 114 œuvres de 1901 à 1912 ; Vincenc Kramář, collectionneur tchèque d'art cubiste, le décrit sans être enthousiasmé comme il l'est pour d'autres œuvres de l'exposition.
Il est présenté à Paris au Musée d'Orsay dans l'exposition Picasso. Bleu et rose du 18 septembre 2018 au 6 janvier 2019.